# Adidas Telstar Durlast

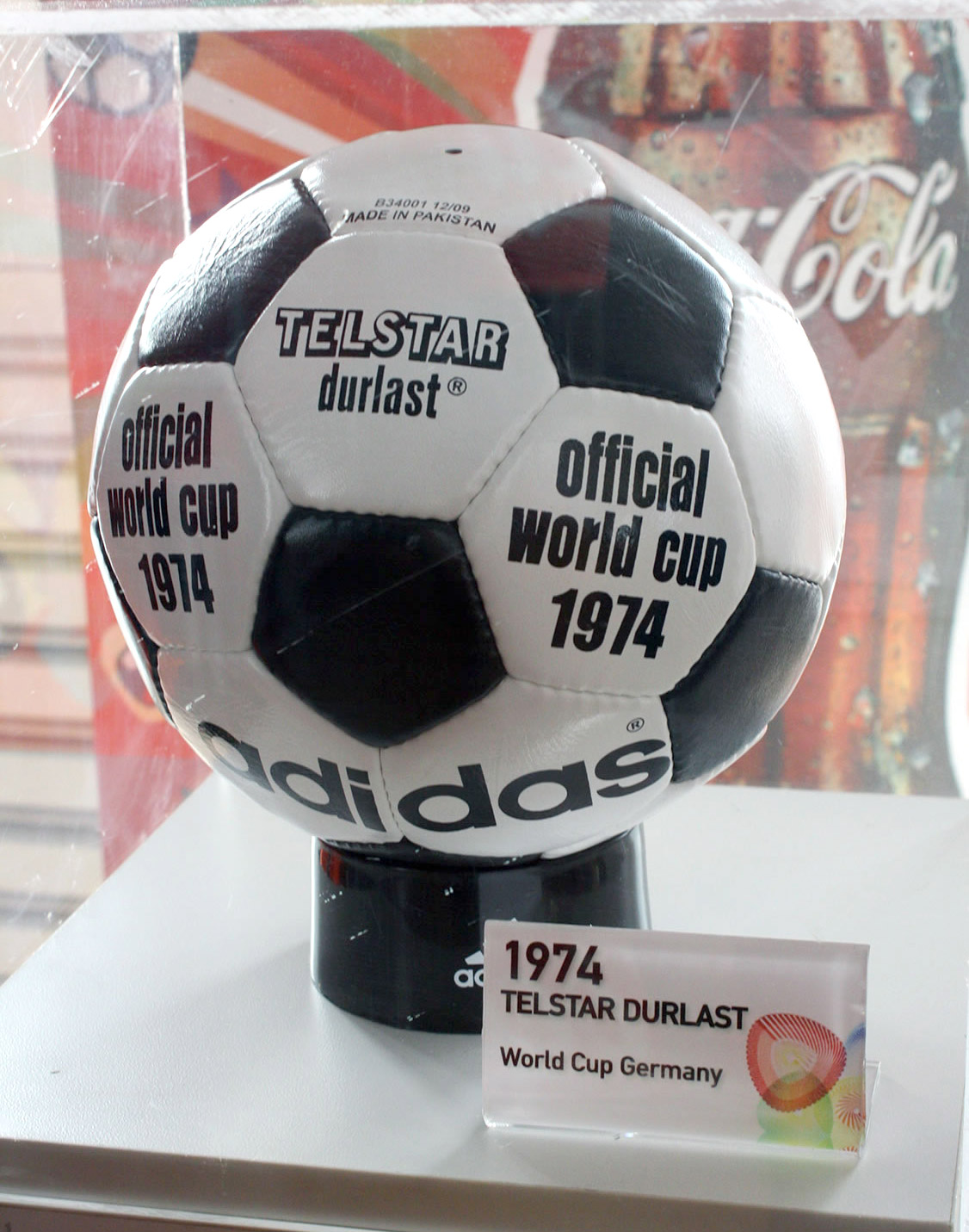
Adidas Telstar Durlast

Adidas Telstar Durlast – piłka do gry w piłkę nożną wyprodukowana przez firmę Adidas w roku 1974 i mająca swoją premierę na mistrzostwach świata w 1974 w Republice Federalnej Niemiec. Piłka ta była jednym z dwóch modeli (oprócz Adidas Telstar), którą rozgrywano zawody.
Piłka była wykonana ze skóry i nie różniła się pod względem produkcji od Telstara – składała się z 12 złotych lub czarnych pięciokątów i 20 białych sześciokątów a od poprzedniczki różniła się jedynie kolorystyką.